# Sherpa (taal)
Sherpa (Devanagari: शेर्पा, ook Sharpa, Xiaerba, Serwa, ISO 639-3: xsr) is een taal, die wordt gesproken in de zuidelijke en centrale gebieden van de Himalaya, delen van Nepal en de aangrenzende regio's van China en India.
Gegevens over het aantal sprekers variëren aanzienlijk. Ethnologue spreekt van 86.200 sprekers wereldwijd, waaronder 50.000 in Nepal (2000), 30.700 in India (vanaf 1994) en 800 in China (2000). Aan de andere kant toonde een volkstelling dat alleen in Nepal al 130.000 mensen Sherpa als moedertaal spreken (2001). Een volkstelling in India sprak van ongeveer 18.300 sprekers in India, waarvan ongeveer 14.000 in de staat Sikkim en 2900 in de staat West-Bengalen. In alle gevallen was Sherpa de moedertaal. Op basis van de volkstellingen ontwikkelde het aantal sprekers van de taal zich ongelijk.
De taal is een Tibetaans dialect dat sinds de vijftiende eeuw in de Tibetaanse provincie Kham wordt gesproken. Vanaf dat moment ontwikkelde het zich onafhankelijk in een periode van zo'n 500 jaar. In de moderne tijd is het onder invloed van het Nepalees en het Engels. Het Sherpa kent een reeks leenwoorden afkomstig uit deze talen.
Het Sherpa is een schriftloze taal. Een algemeen geaccepteerde conventie voor het schrijven van het systeem bestaat niet. Er is dus geen mogelijkheid om in het Sherpa te schrijven in het Latijnse alfabet. De spelling wordt meestal gegenereerd door het simuleren van de gesproken geluiden, en kan dus verschillen van andere schrijfwijzen. Er zijn pogingen geweest om de geschreven vorm van het Sherpa te ontwikkelen. Een van de voorstellen was om het Tibetaanse schrift te gebruiken, want het Sherpa stamt af van het Tibetaans.